# Senbonzakura
Senbonzakura (千本桜, dosł. płatki tysiąca drzew wiśni) – piosenka z 2011 roku napisana przez japońskiego producenta muzyki vocaloid Kurousa-P (黒うさP),  wydana z głosem Hatsune Miku. Po raz pierwszy opublikowana na Niconico, witrynie do udostępniania wideo, piosenka szybko stała się viralem i zainspirowała wiele coverów.

## Opublikowanie i odbiór
Utwór "Senbonzakura" został po raz pierwszy opublikowany na Niconico 17 września 2011 r. przez Kurousa-P. Przy akompaniamencie szybkiego rytmu inspirowanego rockiem, tekst nawiązuje do westernizacji Japonii i przejściowej imperialistycznej ery Taishō. Towarzyszący teledysk, zilustrowany przez Ittomaru (一斗まる), podobnie czerpie inspirację z tego samego okresu i przedstawia Hatsune Miku w wojskowym mundurze.
Po wydaniu w Niconico teledysk stał się viralowy i osiągnął milion wyświetleń w 42 dni (do 29 października). Piosenka jest również bardzo popularna wśród do śpiewania karaoke. Joysound, sieć sklepów karaoke, poinformowała, że „Senbonzakura” była trzecią najczęściej śpiewaną piosenką w 2012 roku, za „Heavy Rotation” AKB48 i „Memeshikute” Golden Bomber. Piosenka została wykonana przez Sachiko Kobayashi na 66. NHK Kōhaku Uta Gassen. Hatsune Miku również regularnie wykonuje "Senbonzakura" podczas swoich koncertów.